# Андрија Прлаиновић
Андрија Прлаиновић (28. април 1987) је српски ватерполиста, вишеструки олимпијски, светски и европски шампион. Са четири медаље, укључујући две златне, је један од најтрофејнијих српских олимпијаца. Од 2020. године играч је француског Марсеља.

## Каријера
Ватерполо је почео тренирати са шест година. Успео је да се, кроз ватерполо избори и са проблемима са астмом, и постане један од најбољих ватерполиста света.

### Јадран Херцег Нови
Млади Новљанин каријеру је започео у Јадрану из Херцег Новог. Након млађих селекција, са 15 година је заиграо за први тим, а наредне три године је био члан најбољег тима Јадрана. Било је то време у којем је Јадран био апсолутни шампион Србије и Црне Горе. Три пута за редом су били победници Првенства и Купа државе.

### Партизан
Преласком у Партизан 2006. променио се и шампион државног Првенства и Купа. За пет година у клубу са Бањице, Прлаиновић је пет пута био победник Првенства и Купа Србије. Поред тога, освојио је два пута Еуроинтер лигу, а у шампионској 2009/2010 Партизан и Прлаиновић били су и шампиони Европе након 35 година.

### Про Реко
За одличног Прлаиновића заинтересовао се италијански ватерполо гигант Про Реко и у лето 2011. српски ватерполиста је узео капицу клуба. Упркос титулама у Купу и Првенству Италије, пред почетак Олимпијских игара у Лондону 2012, италијански клуб је објавио да због проблема са финансијама мора да раскине уговоре са странцима. Међу њима нашао се и Прлаиновић који је након Игара пронашао нови клуб.

### Црвена звезда
Вратио се у Београд, у Црвену звезду са уговором на годину дана, уз могућност продужења. Звезда је те године на челу са Дејаном Савићем саставила тим од неколико репрезентативаца и млађих играча за велике успехе. И још једном је Андрија наставио свој шампионски поход. Почео га је освајањем првог Купа Србије за Звезду и то против Партизана у финалном сусрету. Уследила је и титула након 20 година паузе, а наредне године поновили су исти успех. На европској сцени Звезда је била неприкосновена. Капитен Прлаиновић предводио је тим до трофеја Лига шампиона. и Суперкупа Европе За своје успехе награђиван је од спортског друштва Црвене звезде, али уз све напоре, клуб није могао да задржи најбољег првотимца и најуспешнијег капитена - шест трофеја за две сезоне.

#### Повратак у Про Реко
Наредна станица за Прлаиновића била је Италија и повратак у Про Реко. Овога пута уговор је потписан на две године. Нових шест трофеја са клубом из Италије на свим такмичењима. За разлику од сезоне 2011/2012, када је освајао Куп и Првенство Италије, те Лигу шампиона, у сезони 2014/2015 Прлаиновић је уз те, стигао и до новог трофеја и то у Суперкупу Европе. Након тријумфа са Звездом, пехар и златну медаљу освојио је и са Про Реком.

### Солнок и Мађарска
Из Италије Прлаиновић се преселио у Мађарску и потписао уговор са Солноком. Након само неколико утакмица, морао је на паузу од три недеље због мононуклеозе,, али је то надокнадио у наредним сусретима. Стигли су до титуле шампиона Европе, а затим и титуле у Суперкупу. Тријумфом у финалу Лиге шампиона постао је једини ватерполиста који је са четири различита клуба четири пута освајао ово такмичење. Такође, био је најбољи појединац у финалном сусрету за титулу у Првенству. У сезони 2017/2018 први пут је остао без шампионске титуле, а због повреде је пропустио и завршни турнир Лиге шампиона.
После три године сарадње са Солноком, уз пад игре клуба Прлаиновић је одлучио да настави даље. Договорио је прелазак у Динамо из Москве, али су ти преговори пропали због смрти председника клуба. Ипак је остао у Мађарској, али је у Будимпешти заиграо за ОСЦ. У пролеће 2020, у тренутку када је ватерполо сезона прекинута због Корона вируса, клуб из Будимпеште је напустио главни спонзор. Нико од страних играча није остао у ОСЦ.

### Марсељ
Прлаиновић је крајем априла 2020. потписао уговор са француским Марсељом.

## Репрезентација
Распадом Србије и Црне Горе 2006. године одлучио се да игра за репрезентацију Србије чиме почиње велика репрезентативна каријера играча који је задужио капицу са бројем 11. До сада је одиграо 321 утакмицу и постигао 519 голова.

### Олимпијске игре
Са одличним резултатима у клубовима, 2008. дебитовао је на Олимпијским играма у Пекингу и са искуснијим играчима стигао до бронзане медаље. Четири године касније, на летњим олимпијским играма 2012. у Лондону он је био један од оних искуснијих. На крају турнира освојио је поново бронзу, али је са 22 постигнута гола проглашен за најбољег стрелца турнира и уврштен у идеални тим. 2016. године са репрезентацијом Србије освојио је златну медаљу на Олимпијским играма у Рију.

### Светска првенства
На Светском првенству 2009. је дебитовао када су у питању ова такмичења и одмах стигао до злата. У Шангају 2011. Србија је у финалу поражена од Италије, али је Прлаиновић уврштен у најбољи тим шампионата.. Седми је био 2013, док је 2015. у Казању стигао дао злата уз титулу најбољег играча првенства.
Нову бронзу освојио је 2017. на шампионату света у Будимпешти. Светско првенство 2019. пропустио је одлуком селектора да одмори играче након остварене визе за Олимпијске игре у Токију.

### Европска првенства
Андрија је наступио на свих осам европских првенстава које је Србија као самостална држава одиграла. Дебитовао је златом 2006. у Београду.И тад, али и на сваком наредном давао је свој максимум. Уследило је сребро у Малаги 2008, затим бронза у Загребу уз одличан наступ Прлаиновића. Од 2012. до 2018. освојио је четири златне медаље, уз то био најбољи играч шампионата у Београду 2016. У Будимпешти 2014. играо је уз повреду руке.

### Остала такмичења
Са јуниорском репрезентацијом Србије и Црне Горе освојио је Европско првенство 2004. на Малти и 2006. у Орадеји.
Први гол на званичној утакмици био му је у финалу Светске лиге 2005. у победи против Мађарске. У такмичењу у којем је постао рекордер. Има једну бронзану медаљу освојену у Подгорици 2009. године. Од 2005. до 2019. пропустио је завршницу у Чељабинску 2013, када је селектор одлучио да га одмори од напорне сезоне. На завршном турниру Светске лиге 2019, у Београду стигао је до јубиларног, 500. гола од како је узео капицу Србије и то у утакмици против великог спортског ривала, репрезентације Хрватске. Са Медитеранских игара има једно злато (Пескара 2009) и једну бронзу (Алмерија 2005), а са Светског купа има два злата, прво из Будимпеште 2006, а друго из Орадее 2010.

## Живот ван базена
Андрија се 2014. оженио својом дугогодишњом девојком Иваном Чуљковић са којом има двоје деце. Андрија је са двојицом партнера 2015. кренуо у производњу опреме за водене спортове. Спонзорисали су клубове са домаће сцене, а постали су и званична опрема ватерполо репрезентације Србије.. Поред тога, са сестром води кафић у Београду. Познат је као неко ко увек може да каже своје мишљење и бори се за опстанак ватерпола у Србији. Учествовао је у многим хуманитарним акцијама за помоћ деци, становништву након поплава 2014. и многим другим. Из очију саиграча, Прлаиновић је компјутер у води и само они могу да осете колики је његов допринос у базену и репрезентацији.

## Признања и награде
- Најбољи спортиста Спортског друштва Црвена звезда за 2013.годину[19]
- Добитник Мајске награде 2013.[20]
- Најбољи играч завршног турнира Лиге шампиона у сезони 2016/2017[21]
- Најбољи играч Светског првенства у Казању 2015[22]
- Најбољи играч Европског првенства у Београду 2016[23]

## Клупски трофеји
- Евролига 2010/11. -  Шампион са Партизаном
- Лига шампиона 2011/12. и 2014/15. -  Шампион са Про Реком
- Лига шампиона 2012/13. -  Шампион са Црвеном звездом
- Лига шампиона 2016/17. -  Шампион са Солноком
- Суперкуп Европе 2013/14. - Победник са Црвеном звездом
- Суперкуп Европе 2015/16. - Победник са Про Реком
- Суперкуп Европе 2017/18. - Победник са Солноком
- Првенство Србије и Црне Горе 2003/04., 2004/05. и 2005/06. -  Шампион са Јадраном
- Куп Србије и Црне Горе 2003/04., 2004/05. и 2005/06. - Победник са Јадраном
- Првенство Србије 2006/07., 2007/08., 2008/09., 2009/10. и 2010/11. -  Шампион са Партизаном, 2012/13. и 2013/14. -  Шампион са Црвеном звездом
- Куп Србије 2006/07., 2007/08., 2008/09., 2009/10. и 2010/11. - Победник са Партизаном, 2012/13. и 2013/14. - Победник са Црвеном звездом
- Еуроинтер лига 2009/10. и 2010/11. - Победник са Партизаном
- Првенство Италије 2011/12, 2014/15. и 2015/16. -  Шампион са Про Реком
- Куп Италије 2011/12, 2014/15. и 2015/16. - Победник са Про Реком
- Првенство Мађарске 2016/2017 - Победник са Солноком
- Куп Мађарске 2017/2018 - Победник са Солноком